# Hans Stichel
Hans Ferdinand Emil Julius Stichel, född den 16 februari 1862 i Wronke, provinsen Posen, död den 2 oktober 1936 i Berlin, var en tysk entomolog som specialiserade sig på fjärilar.
I maj 1882 började han studera filosofi på Friedrich-Wilhelms-Universität zu Berlin. Men när hans far dog blev han tvungen att avbryta sina studier på grund av dålig ekonomi. Stichel började då arbeta inom järnvägen. Han gjorde karriär och blev 1922 direktör för kontoret i Berlin. Det var 1892 som han började fördjupa sig inom entomologi på sin fritid. Mellan 1912 och 1923 redigerade han tidskrifterna Zeitschrift für wissenschaftliche Insektenbiologie och Neuen Beiträge zur systematischen Insektenkunde. Han är även författare till över hundra publikationer om insekter. Stichel var bland annat med och gav ut följande böcker: Das Tierreich, Grossschmetterlinge der Erde, Nomenclator Animalium Generum and Subgenerum, Genera Insectorum och Catalogus Lepidopterum. Han var medlem i många olika entomologiska sällskap och blev 1927 hedersdoktor.